# 拜拉姆吉·吉吉博伊醫學院
拜拉姆吉·吉吉博伊醫學院（英語：B. J. Medical College；簡稱：BJMC）是一所位於印度古吉拉特邦艾哈迈达巴德的公立醫學院。
該學院隸屬艾哈邁達巴德市立醫院，並設於該醫院園區內。

## 歷史
艾哈邁達巴德醫學校創立於1871年，最初有14名學生，接受醫院助理的培訓。1879 年，商人拜拉姆吉·吉吉博伊爵士捐贈2萬盧比以擴建校舍，學校隨後更名為 B.J. 醫學校（B. J. Medical School）。1917年，該校成為孟買內科與外科醫師學院附属院校。到了1946年，學校獲得與孟買大學的附屬資格，地位隨之提升，成為一所合格的醫學院，可授予內外科執業醫師（LCPS）學位。1951年起，該校轉隸古吉拉特大學，開始開設大學部課程；1956年，研究所課程亦獲得古吉拉特大學認可。

## 院校
- 艾哈邁達巴德市立醫院
- 婦女兒童超級專科醫院
- M&J眼科學院
- 古吉拉特邦癌症與研究中心
- 結核病示範與訓練中心
- U.N. Mehta心臟病學院
- 腎病學院
- 政府脊椎學院
- 器官移植學院
- Manjushree腎臟病醫院

## 著名畢業生
- 特賈斯·帕特爾（英语：Tejas Patel），心臟科醫生[3]
- 哈爾戈文德·拉克什米尚克·特里維迪（英语：Hargovind Laxmishanker Trivedi），腎臟科、免疫科及移植外科醫生[4][5]
- 阿姆裡特拉爾·卡利達斯·帕特爾（英语：A. K. Patel），醫生及政治家
- 凱坦·德賽（英语：Ketan Desai (urologist)），泌尿科醫生
- 賈納克·德賽（英语：Janak Desai），泌尿科醫生
- 拉傑尼·卡納巴爾（英语：Rajni Kanabar），坦桑尼亞醫生及慈善家
- 基里特·普雷姆吉拜·索蘭基（英语：Kirit Premjibhai Solanki），外科醫生及政治家

## 事件

### 印度航空171號班機空難
2025年6月12日，一架載有242人的波音787客機（執行印度航空171號班機）墜毀於該醫學院的學生宿舍。地面上通報有38人死亡，另有至少60人受傷。機上乘客與機組人員中，除了1名乘客外全數罹難。

## 外部連結
- 官方网站